# سنن ابوداود

## سنن ابی داود

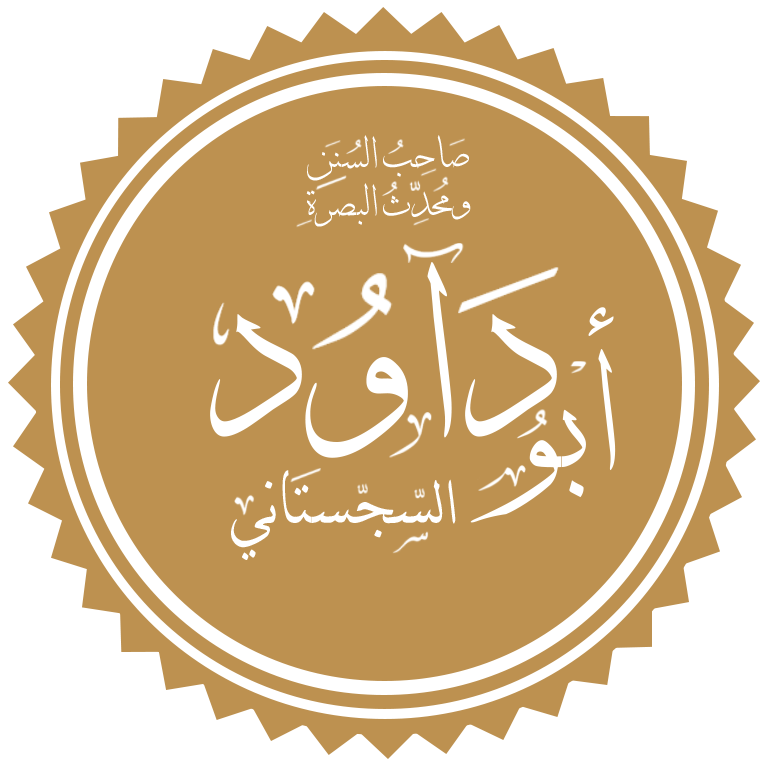
سنن ابی داوود

یکی از معتبرترین کتب حدیث در بین مسلمانان است که توسط حافظ ابوداود سلیمان بن اشعث سجستانی (۲۰۲ _ ۲۷۵ هجری) نوشته شده‌است.
نام کامل وی، ابوداوود سلیمان بن اشعث بن اسحاق بن بشیر بن شّداد بن عمران ازدی سجستانی است و در ماه شوال سال ۲۷۵ هجری قمری، در بصره درگذشت.
او نیز مانند سایر گردآورندگان کتب صحاح سته اهل ایران بوده و سجستان معرّب کلمه سگستان یا همان سیستان کنونی است که امروزه استانی با نام سیستان‌وبلوچستان در جنوب شرقی ایران قرار دارد. در آن موقع، زرنج یکی از مهم‌ترین شهرهای آن بوده که امروزه در افغانستان واقع شده‌است. ابوداؤد سجستانی بعدها و در سال ۲۲۰ هجری به بصره رفت و محدث بصره لقب گرفت. او در طلب حدیث، به شام و مصر سفر کرد و دوباره به عراق بازگشت و از آنجا راهی نیشابور شد و بعد به زادگاهش سیستان بار سفر بست و درنهایت، در همان بصره اقامت گزید.
از شروحی که بر سنن ابی‌داوود نوشته شده‌است، می‌توان به عون المعبود؛ شرح سنن ابی‌داود از محمد شمس‌الحق عظیم‌آبادی اشاره کرد. طبق بعضی روایات، ابوداود در شانزدهم شوال سال ۲۷۵ هجری وفات کرد. معروف‌ترین کتاب او همان سنن است که عده‌ای آن را سومین از صحاح سته و بعد از صحیح بخاری و صحیح مسلم می‌دانند.
از دیگر کتب او می‌توان به کتاب اصحاب الشعبی، مسند مالک، کتاب الناسخ، کتاب القدر، کتاب فی الرجال، کتاب المراسیل و برخی کتب دیگر اشاره کرد.